# Германувка (Підляське воєводство)
Германувка (пол. Hermanówka) — село в Польщі, у гміні Юхновець-Косьцельний Білостоцького повіту Підляського воєводства.
Населення — 144 особи (2011).
У 1975-1998 роках село належало до Білостоцького воєводства.

## Демографія
Демографічна структура станом на 31 березня 2011 року:
|          | Загалом | Допрацездатний вік | Працездатний вік | Постпрацездатний вік |
| -------- | ------- | ------------------ | ---------------- | -------------------- |
| Чоловіки | 74      | 17                 | 49               | 8                    |
| Жінки    | 70      | 14                 | 37               | 19                   |
| Разом    | 144     | 31                 | 86               | 27                   |